# Lepanthes ophelma
Lepanthes ophelma é uma espécie de orquídea (Orchidaceae) originária da Colômbia.